# Комацу, Нана
Нана Комацу (яп. 小松菜奈 Комацу Нана, род. 16 февраля 1996 года) — японская актриса и модель.

## Биография
Нана Комацу родилась и выросла в Токио, Япония, 16 февраля 1996 года. Она дебютировала на большом экране в 2014 году в фильме «Мир Канако» и получила множество наград как лучшая новая актриса, включая награду «Новичок года» на 38-й кинопремии Японской киноакадемии. Она является послом Дома Chanel с 2015 года. У неё был контракт с агентством Stardust Promotion. В 2016 году у неё была небольшая роль в фильме Мартина Скорсезе «Молчание». Она прошла прослушивание через интернет.
Комацу была номинирована на 43-ю премию Японской киноакадемии за выдающуюся роль актрисы второго плана в фильме «Семья незнакомцев». Она снялась в шестом по кассовым сборам японском фильме 2020 года «Нити: Наш гобелен любви». Она была номинирована в категории «Выдающаяся игра актрисы в главной роли» на 44-й премии Японской киноакадемии.
В 2021 году Комацу снялась в фильмах «Лунная тень» и «Влюблённый паразит».
В 2022 году Комацу снялась вместе с Кэнтаро Сакагути в фильме «Последние 10 лет». По состоянию на 11 апреля 2022 года фильм собрал в прокате более 2,5 миллиардов иен.

## Личная жизнь
15 ноября 2021 года было объявлено, что Нана Комацу замужем за японским актёром и певцом Масаки Судой. По сообщениям, они начали встречаться в марте 2020 года и начали жить вместе с июня 2021 года. Они снялись вместе в трёх фильмах: «Детки-разрушители» (2016), «Нож, упавший в воду» (2016) и «Нити: Наш гобелен любви» (2020). 9 марта 2024 года у них родился первенец.

## Фильмография

### Фильмы
| Год  | Название                                                      | Роль             | Примечания             | Ссылка |
| ---- | ------------------------------------------------------------- | ---------------- | ---------------------- | ------ |
| 2013 | «Я дома»                                                      | Сумирэ           | Короткометражный фильм | [ 7 ]  |
| 2014 | «Любовь на особом уровне»                                     | Юни Куруруги     | Ведущая роль           | [ 7 ]  |
| 2014 | Мир Канако                                                    | Канако Фудзисима |                        | [ 7 ]  |
| 2015 | «Бакуман»                                                     | Михо Адзуки      |                        | [ 7 ]  |
| 2015 | «Пророчество»                                                 | Каэда            |                        | [ 7 ]  |
| 2016 | «Детки-разрушители»                                           | Нана             |                        | [ 7 ]  |
| 2016 | «Я не буду делать, как говорит Куросаки-кун»                  | Ю Акаханэ        | Главаная роль          | [ 7 ]  |
| 2016 | «Молчание»                                                    | Моника (Хару)    | Американский фильм     | [ 7 ]  |
| 2016 | «Герой маньяк»                                                | Каори Тэрасава   |                        | [ 7 ]  |
| 2016 | «Завтра я встречаюсь со вчерашней тобой»                      | Эми Фукудзи      | Главная роль           | [ 8 ]  |
| 2016 | «Нож, упавший в воду»                                         | Нацумэ Мотидзуки | Главная роль           | [ 7 ]  |
| 2017 | «Невероятные приключения ДжоДжо: Несокрушимый Алмаз Глава I[» | Юкако Ямагиси    |                        | [ 7 ]  |
| 2018 | «Дети на холме»                                               | Рицуко Мукаэ     |                        | [ 9 ]  |
| 2018 | «После дождя»                                                 | Акира Татибана   | Главная роль           | [ 10 ] |
| 2018 | «Оно идёт за тобой»                                           | Макото Хига      |                        | [ 7 ]  |
| 2019 | «Самурайский марафон»                                         | Принцесса Юеи    |                        | [ 7 ]  |
| 2019 | «Прощальная песня»                                            | Рэо              | Главная роль           | [ 11 ] |
| 2019 | «Семья незнакомцев»                                           | Юки Симадзаки    |                        | [ 12 ] |
| 2020 | «Сакура»                                                      | Мики Хасэгава    | Главная роль           | [ 13 ] |
| 2020 | «Нити: Наш гобелен Любви»                                     | Аой Сонода       | Главная роль           | [ 14 ] |
| 2021 | «Тень лунного света»                                          | Сацуки           | Главная роль           | [ 15 ] |
| 2021 | «Влюбленный паразит»                                          | Хидзири Санаги   | Главная роль           | [ 16 ] |
| 2022 | «Последние 10 лет»                                            | Мацури           | Главная роль           | [ 17 ] |
| 2024 | «Кем были мы?»                                                | Мидори           | Главная роль           | [ 18 ] |
| 2025 | «Выход 8»                                                     |                  |                        | [ 19 ] |

### Телесериалы
| Год  | Название              | Роль          | Телеканал | Примечания   | Ссылка |
| ---- | --------------------- | ------------- | --------- | ------------ | ------ |
| 2015 | «Я подарю тебе мечту» | Юко Абэ       | Wowow     | Ведущая роль | [ 20 ] |
| 2017 | «Дрожь и трепет»      | Хитоми Накано | NHK       | Ведущая роль | [ 20 ] |

## Награды и номинации
| Год  | Премия                                  | Категория                       | Номинация                                                           | Результат | Ссылка |
| ---- | --------------------------------------- | ------------------------------- | ------------------------------------------------------------------- | --------- | ------ |
| 2014 | 39-я Hochi Film Award                   | Лучшая новая актриса            | «Мир Канако»                                                        | Победа    | [ 21 ] |
| 2015 | 38-я Премия Японской киноакадемии       | Новичок года                    | «Мир Канако»                                                        | Победа    | [ 22 ] |
| 2015 | 69-я Премия Майнити                     | Гран-при Спонити Лучший новичок | «Мир Канако»                                                        | Победа    | [ 23 ] |
| 2015 | 39-я Elan d’Or Award                    | Новичок года                    | Нана Комацу                                                         | Номинация |        |
| 2016 | 8-я Tama Film Awards                    | Лучшая новая актриса            | «Бакуман», «Детки-разрушители» и другие                             | Победа    | [ 24 ] |
| 2016 | 41-я Hochi Film Awards                  | Лучшая актриса                  | «Я не буду делать, как говорит Куросаки-кун», «Нож, упавший в воду» | Номинация | [ 25 ] |
| 2016 | 29-я Nikkan Sports Film Awards          | Лучший новичок                  | «Детки-разрушители», «Нож, упавший в воду»                          | Номинация | [ 26 ] |
| 2016 | 40-я Elan d’Or Award                    | Новичок года                    | Нана Комацу                                                         | Номинация |        |
| 2017 | 38-я Yokohama Film Festival             | Лучший новичок                  | «Детки-разрушители»                                                 | Победа    | [ 27 ] |
| 2017 | 90-я Премия Кинэма Дзюмпо               | Лучшая новая актриса            | «Детки-разрушители», «Герой маньяк» и другие                        | Победа    | [ 28 ] |
| 2017 | 41-я Elan d’Or Award                    | Новичок года                    | Нана Комацу                                                         | Номинация |        |
| 2018 | 31-я Nikkan Sports Film Awards          | Best Newcomer                   | «После дождя», «Дети на холме»                                      | Номинация |        |
| 2018 | 42-я Elan d’Or Award                    | Новичок года                    | Нана Комацу                                                         | Номинация |        |
| 2019 | 18-я New York Asian Film Festival       | Награда Восходящей звезды       | «Самурайский марафон»                                               | Победа    | [ 29 ] |
| 2019 | 44-я Hochi Film Awards                  | Лучшая актриса                  | «Прощальная песня»                                                  | Номинация |        |
| 2019 | 44-я Hochi Film Awards                  | Лучшая актриса второго плана    | «Оно идёт за тобой», «Семья незнакомцев»                            | Победа    | [ 30 ] |
| 2019 | 43-я Elan d’Or Award                    | Новичок года                    | Нана Комацу                                                         | Номинация |        |
| 2020 | 41-я Yokohama Film Festival             | Лучшая актриса                  | «Прощальная песня»                                                  | Победа    | [ 31 ] |
| 2020 | 44-я Elan d’Or Award                    | Новичок года                    | Нана Комацу                                                         | Номинация | [ 32 ] |
| 2020 | 62-я Премия Голубая лента               | Лучшая актриса второго плана    | «Самурайский марафон», «Семья незнакомцев»                          | Номинация | [ 33 ] |
| 2020 | 43-я Премия Японской киноакадемии       | Лучшая актриса второго плана    | «Семья незнакомцев»                                                 | Номинация | [ 34 ] |
| 2020 | 45-я Hochi Film Award                   | Лучшая актриса                  | «Нити: Наш гобелен Любви»                                           | Номинация | [ 35 ] |
| 2020 | Vogue Japan                             | Женщина года                    | Нана Комацу                                                         | Победа    | [ 36 ] |
| 2021 | 44-я Премия Японской киноакадемии       | Лучшая актриса                  | «Нити: Наш гобелен Любви»                                           | Номинация | [ 37 ] |
| 2021 | 30-я Japanese Professional Movie Awards | Лучшая актриса                  | «Нити: Наш гобелен Любви» и Сакура                                  | Победа    | [ 38 ] |